# Zygothrica radialis
Zygothrica radialis är en tvåvingeart som beskrevs av David Grimaldi 1987. Zygothrica radialis ingår i släktet Zygothrica och familjen daggflugor.
Artens utbredningsområde är Guyana. Inga underarter finns listade i Catalogue of Life.